# Unitarijanstvo
Unitarijanstvo (od latinske reči unitas - „jedinstvo”, i unus - „jedan”) je hrišćanski teološki pokret imenovan po svom verovanju da je Bog u hrišćanstvu jedna osoba, za razliku od Trojstva (od latinskog tres „tri”) koje u mnogim drugim granama hrišćanstva definiše Boga kao tri osobe u jednom biću: Oca, Sina i Svetog duha. Unitarni hrišćani, stoga, veruju da je Isus bio inspirisan Bogom u svojim moralnim učenjima, i da je on spasilac, ali da nije bio božanstvo ili inkarnacija Boga. Kao što je tipično za disidente, unitarijanstvo ne predstavlja samo jednu hrišćansku denominaciju, već se odnosi na mnoštvo postojećih i izumrlih hrišćanskih grupa, bilo istorijski povezanih jedna s drugom ili ne, koje dele zajednički teološki koncept jedinstvene prirode Boga.
Dok ga beskompromisni teološki monoteizam u srcu hrišćanskog unitarijanstva razlikuje od najvećih hrišćanskih denominacija koje podržavaju trinitarnu teologiju, hrišćansko unitarijanstvo je analogno strožim monoteističkim shvatanjima Boga u judaizmu, i bliže konceptu jedinstva Boga u islamu. Unitarijanstvo je takođe poznato po odbacivanju nekoliko drugih zapadnih hrišćanskih doktrina, uključujući doktrine prvobitnog greha, predodređenosti, i nepogrešivosti Biblije. Unitarijanisti su u prethodnim vekovima prihvatali doktrinu kažnjavanja u večnom paklu, ali malo njih to čini u današnje vreme.
Unitarijanstvo se može smatrati delom protestantizma, u zavisnosti od stava ili gledišta, mada oni koji se s tim ne slažu naglašavaju njegovu antitrinitarijansku prirodu. Uprkos zajedničkog porekla tokom protestantske reformacije, pojedini naučnici smatraju unitarijanstvo delom antitrinitarijanizma, dok drugi smatraju da je u jednakoj meri obuhvaćeno protestantizmom i antitrinitarijanizmom, i da nema kontradikcije između ta dva termina. Ni jedno od tri gledišta nije univerzalno prihvaćeno. Unitarijanski pokret je vezan za radikalnije kritike reformacije. Prvi put organizovane u Istočnoj Evropi tokom reformacije, unitarijanske zajednice su se razvile u Britaniji, Južnoj Africi, Indiji, Kanadi, Sjedinjenim Državama, Jamajci, Nigeriji i Japanu. Unitarijanstvo je započeto gotovo istovremeno u Poljsko-Litvanskoј državnoj zajednici i u Erdelju sredinom 16. veka. Među pristalicama bio je značajan broj Italijana koji su se sklonili u Poljskoj. U 17. veku, znatna represija u Poljskoj navela je mnoge unitarijaniste da odbegnu ili da budu pobugljeni zbog svoje vere, poput Katarzine Vajglove. Od 16. do 18. veka, unitarijanci u Britaniji često su se suočavali sa značajnim političkim progonom, uključujući Džona Bidla, Meri Vulstonkraft i Teofilusa Lindsija. U Engleskoj, prva Unitarijanska crkva osnovana je 1774. godine u Eseks ulici u Londonu, gde se i danas nalazi sedište britanskog unitarijanog stožera.
U Sjedinjenim Američkim Državama, različite škole unitarijanske teologije prvo su se proširile u Novoj Engleskoj i srednjoatlantskim državama. Prvo zvanično prihvatanje unitarijanske vere od strane zajednice u Americi se odvilo u Kraljevskoj kapeli u Bostonu, odakle je Džejms Friman počeo da propoveda unitarijansku doktrinu 1784. godine. On je bio imenovan za rektora i revidirao molitvenu knjigu prema unitarijanskim doktrinama 1786. godine. U Indiji su tri različite škole unitarijanske misli uticale na različite pokrete, uključujući Brahma Samaja, unitarijansku crkvu Kasi Hilsa i unitarijansku hrišćansku crkvu Čenaja, u Madrasu, osnovanu 1795. godine. Unitarijanstvo stavlja naglasak na ultimatnoj ulozi razuma u tumačenju svetih spisa, pa su sloboda savesti i slobode propovedaonice ključne vrednosti u tradiciji. Reformacija je stalni proces koji treba proslavljati. Stalno učenje i nova iskustva mogu dovesti do novih spoznaja za učenja i praksu zajednice. U različitim kontekstima, unitarijanstvo nastoji da afirmiše upotrebu razuma u religiji i slobodu savesti. U Enciklopediji američkih religija J. Gordona Meltona, unitarijanska tradicija je klasifikovana kao „liberalna porodica crkava”.

## Terminologija
Unitarijanstvo je naziv koji sledi istu upotrebu u jeziku kao i druge teologije koje su se razvile u okviru religijskog pokreta (kalvinizam, anabaptizam, adventizam, veslijanizam, luteranizam, itd.). Pojam je postojao neposredno pre nego što je postao ime religioznog pokreta, pa se povremeno koristi kao zajednička imenica kojom se opisuje svako razumevanje Isusa Hrista kojim se poriče Trojstvo ili veruje da je Bog samo jedna osoba. U tom slučaju, to bi bio antitrinitarni sistem verovanja koji nije nužno povezan sa unitarijanskim religijskim pokretom. Na primer, unitarijanski pokret nikada nije prihvatio Isusovo božanstvo, i stoga ne obuhvata one antitrinitarne sisteme verovanja koji imaju takav stav, kao što su Jednoobraznost pentekostalizma, Ujedinjena pentekostalna crkvena internacionala i Prava crkva Isusova, i spisi Mišela Serveta, svi od kojih tvrde da je Isus Bog kao jedna osoba. Iako su ove grupe unitarijanske u opštem smislu, one nisu deo pokreta unitarijanstva. Da bi se izbegla konfuzija, ovaj članak govori o unitarijanstvu kao religioznom pokretu. Za generički oblik unitarijanstva (hristologiju), pogledajte antitrinitarijanizam. Nedavno su neke religijske grupe usvojile termini biblijski unitarijanizam iz 19. veka kako bi naglasile razliku svoje teologije i unitarijanstva. Oni takođe nemaju direktnu vezu sa unitarijanskim pokretom.

## Literatura
- Tuggy, Dale, „Unitarianism (Supplement to 'Trinity')”, Stanford Encyclopedia of Philosophy.
- Wilbur, Earl Morse (1925), Our Unitarian Heritage (PDF), Berkeley, CA: Starr King School for the Ministry, Архивирано из оригинала (PDF) 2006-09-09. г..
- Joseph Henry Allen, Our Liberal Movement in Theology (Boston, 1882)
- Joseph Henry Allen, Sequel to our Liberal Movement (Boston, 1897)
- Anthony F. Buzzard and Charles F. Hunting, The Doctrine of the Trinity: Christianity's Self-Inflicted Wound (Lanham, Maryland, 1998).  1-57309-309-2.
- John White Chadwick, Old and New Unitarian Belief (Boston, 1894).
- George Willis Cooke, Unitarianism in America: a History of its Origin and Development (Boston, 1902).
- Patrick Navas, Divine Truth or Human Tradition: A Reconsideration of the Roman Catholic-Protestant Doctrine of the Trinity in Light of the Hebrew and Christian Scriptures (Bloomington, Indiana 2007).  1-4259-4832-4.
- Earl Morse Wilbur, A History of Unitarianism: Socinianism and Its Antecedents, Harvard University Press, 1945.
- Andrew M. Hill, The Unitarian Path, Lindsey Press (London, 1994).  0-85319-046-1.
- Charles A. Howe, For Faith and Freedom: A Short History of Unitarianism in Europe, Skinner House Books (Boston, 1997).  1-55896-359-6.
- Smith, Matthew F (2005). Christianity: The Complete Guide. London: Continuum. ISBN 0-8264-5937-4.
- Buzzard, A. and Hunting, C. (1998). The Doctrine of the Trinity: Christianity's Self-Inflicted Wound. International Scholars Publications.  1-57309-309-2.
- Lloyd, Walter (1899). The Story of Protestant Dissent and English Unitarianism .London: P. Green.
- Rowe, Mortimer (1959). The Story of Essex Hall Архивирано на веб-сајту  (10. јануар 2017). London: Lindsey Press.
- Emerton, Ephraim (1911). Unitarian Thought. New York: Macmillan Co. OCLC 1403642. Приступљено 2011-04-22.
- Hewett, Austin Phillip (1955). An Unfettered Faith: the Religion of a Unitarian. London: Lindsey Press.
- Kingston, A. Richard (2014) [1993]. God in One Person: The Case for Non-Incarnational Christianity (Softcover reprint изд.). u.a.: Palgrave Macmillan. ISBN 9781349131006. OCLC 935187820.

## Spoljašnje veze
- Unitarian Ministries International
- Unitarianism at BBC Religions
- American Unitarian Conference
- American Unitarian Reform
- General Assembly of Unitarian and Free Christian Churches (UK)
- Biblical Unitarians